# 가오쓰원
가오쓰원(중국어 간체자: 郜思雯, 병음: Gào Sīwén, 한자음: 고사문, 1999년 8월 6일 ~ )은 중국의 어린이 배우이다.